# Dame-Marie (Orne)
Dame-Marie is een gemeente in het Franse departement Orne (regio Normandië) en telt 177 inwoners (1999). De plaats maakt deel uit van het arrondissement Mortagne-au-Perche.

## Geografie
De oppervlakte van Dame-Marie bedraagt 13,0 km², de bevolkingsdichtheid is 13,6 inwoners per km².
De onderstaande kaart toont de ligging van Dame-Marie (Orne) met de belangrijkste infrastructuur en aangrenzende gemeenten.

## Demografie
Onderstaande figuur toont het verloop van het inwonertal (bron: INSEE-tellingen).